# En islas extremas
En islas extremas es un libro de no ficción autobiográfico de 2016 de la periodista y escritora escocesa Amy Liptrot . Está ambientado en las Islas Orcadas, donde pasó su infancia y regresó para rehabilitarse después de caer en el alcoholismo durante su etapa londinense. El libro combina la escritura sobre la naturaleza con la autorreflexión. Le fue otorgado el Premio Wainwright 2016 y el Premio PEN/Ackerley 2017.  
Ha sido adaptado al cine, con guion de la propia Amy Liptrot, dirigido por Nora Fingscheidt, producido y protagonizado por Saoirse Ronan.
En islas extremas describe las experiencias de Liptrot cuando regresa a las Islas Orcadas, a la granja donde creció con un padre esquizofrénico y bipolar y una madre evangelista. Relata de su rehabilitación después de diez años complicados en Londres, durante los cuales se convirtió en alcohólica y drogadicta. Combina reflexiones y recuerdos con descripciones vívidas de la naturaleza salvaje, el viento, la geología y la vida silvestre de las islas. Para su sorpresa, consigue un trabajo temporal en las Orcadas, localizando al  rey de codornices para la Real Sociedad para la Protección de las Aves (RSPB). Posteriormente, pasa el invierno en la isla de Papa Westray, en la casa de la RSPB, que normalmente sólo se utiliza en verano.   
The Outrun fue publicado por Canongate Books de Edimburgo en 2016. Ha sido traducido a varios otros idiomas, incluidos chino, italiano, holandés, francés, alemán y español. En español lo tradujo la editorial Volcano en 2017, bajo el título En islas extremas, con traducción de María Fernández Ruiz.

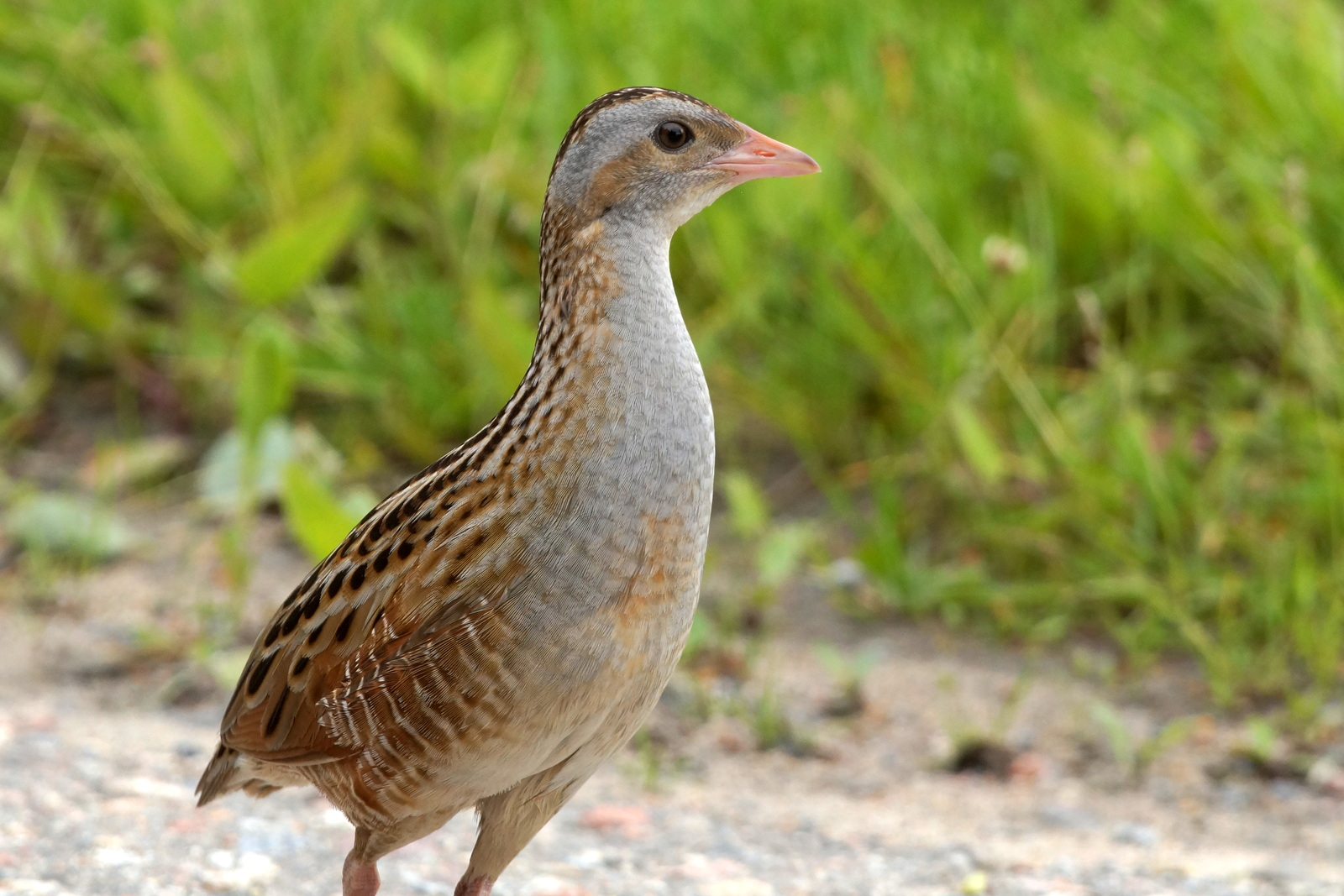
En un verano de grabación para la RSPB, Liptrot vio el esquivo guion de codornices solo una vez, pero pudo localizarlo gracias a su reclamo.

En enero de 2022, se anunció la adaptación cinematográfica de En islas extremas dirigida por Nora Fingscheidt. Sería producida y protagonizada por Saoirse Ronan y escrita por Fingscheidt y Liptrot.  El rodaje comenzó en Orkney en 2022.  